# Fluoróniumion
A fluoróniumion összetett kation, hidrogén-fluoridból protonfelvétellel vagy hidrogén-fluorid öndisszociációjával keletkezik:
HF + H+ → H2F+
vagy
3HF ⇌ H2F+ + HF−2
Míg a stabil szerves halóniumionok már az 1970-es évek óta ismertek, hasonló fluortartalmú iont csak 2013-ban fedeztek fel. A fluoróniumion kinetikai instabilitása okozza a fluorantimonsav rendkívüli savasságát.

## Fordítás
Ez a szócikk részben vagy egészben  a   Fluoronium című angol Wikipédia-szócikk ezen változatának fordításán alapul.  Az eredeti cikk szerkesztőit annak laptörténete sorolja fel. Ez a jelzés csupán a megfogalmazás eredetét és a szerzői jogokat jelzi, nem szolgál a cikkben szereplő információk forrásmegjelöléseként.